# Sittisax saxicola
Espèce
Synonymes
- Euophrys saxicola C. L. Koch, 1846
- Attus cingulatus Simon, 1868
- Attus montigenus Thorell, 1875

Sittisax saxicola est une espèce d'araignées aranéomorphes de la famille des Salticidae.

## Distribution
Cette espèce se rencontre en zone paléarctique.

## Description
Les mâles mesurent de 4,7 à 5,2 mm et les femelles de 4,7 à 5,2 mm.

## Publication originale
- C. L. Koch, 1846 : Die Arachniden. Nürnberg, vol. 14, p. 1-88 (texte intégral).